# Holub wonga
Holub wonga (Leucosarcia melanoleuca) je druh robustního měkkozobého ptáka, který žije v Austrálii.
Vyskytuje se zejména ve vlhkých blahovičníkových a hustých pobřežních lesích a křovinách ve východní Austrálii, konkrétně v oblasti od středního Queenslandu po východní partie státu Victoria. Zalétá i na zahrady v blízkosti lesů.
Žije jednotlivě či v páru.
Dosahuje hmotnosti 330 až 500 g. Délka těla se pohybuje v rozmezí 38 až 45 cm.
Živí se plody a semeny rostlin a v menší míře také bezobratlými. Potravu nejčastěji sbírá na zemi. Využívá své oblíbené "vyšlapané" cesty.
Snáší jedno až dvě vejce, která jsou inkubována po dobu 18 dní, a to střídavě oběma rodiči, i když samice takto tráví více času. Mláďata hnízdo opouští po dalších 26 či 27 dnech.
Zajímavostí je, že má velmi pronikavý hlas, který se nese až na vzdálenost dvou kilometrů.
Samec i samice vypadají stejně. Pro tento druh je typický šedomodrý hřbet a bílá až bílošedá tečkami a pruhy doplněná spodní část těla. Čelo má krémovou barvu. Nohy jsou masově červené. Červené je rovněž oko, zatímco zobák je šedý.
Je řazen mezi málo dotčené taxony.

## Chov v zoo
V květnu 2020 byl holub wonga chován v necelých dvaceti evropských zoo. Byly mezi nimi také čtyři české zoologické zahrady:
- Zoo Brno
- Zoo Hluboká
- Zoo Plzeň
- Zoo Praha

### Chov v Zoo Praha
Chov tohoto druhu v Zoo Praha započal v roce 2010, kdy byl přivezen pár ze Zoo Plzeň. Ke konci roku 2018 bylo chováno pět jedinců (dva samci a tři samice).
Jde o jeden z druhů průchozí voliéry expozičního celku Darwinův kráter, který představuje faunu a floru Austrálie, zejména Tasmánie. Expozice umístěná v dolní části zoo byla dokončena v roce 2020.